# Passer suahelicus
Il passero swahili (Passer suahelicus Reichenow, 1904) è un uccello passeriforme della famiglia Passeridae.

## Distribuzione e habitat
Vive nella savana e nella macchia di Kenya, Tanzania e Malawi.